# Запис орах код чесме (Милошево)
Запис орах код чесме (Милошево) се налази на парцели чији је власник Град Јагодина.

## Локација
| Општина             | Јагодина                                                                    |
| Катастарска општина | Милошево                                                                    |
| Потес               | Гарновац                                                                    |
| Координате          | 44° 05′ 47″ С; 21° 08′ 18″ И / 44.096299999999999° С; 21.138200000000001° И |
| Надморска висина    | 171m                                                                        |

## Карактеристике
Дендрометријске вредности утврђене на терену и сателитским снимцима:
| Стабло                     | Орах |
| Висина стабла              | m    |
| Обим дебла                 | m    |
| Пречник крошње             | 2m   |
| Пречник дебла              | m    |
| Висина дебла до прве гране | m    |

## База записа
Запис је у оквиру Викимедија пројекта "Запис - Свето дрво" заведен под редним бројем 1158.